# Julia Valet
Julia Valet (* 9. März 1975 in Hamburg) ist ein deutsches Model sowie eine Schauspielerin und ehemalige MTV-Moderatorin.

## Leben
Die gebürtige Hamburgerin begann bereits im Alter von drei Jahren als Kinder-Model für Modefotos, wurde das Werbegesicht für Süßigkeiten-Produkte wie Haribo und Smarties und warb überdies für Barbie-Puppen. Später zierte Julias Konterfei auch Hochglanzmagazine wie Cosmopolitan, und man sah die attraktive Blondine auf diversen Laufstegen zwischen New York und Mailand. Weitere Fotojobs führten sie nach Paris, London, Los Angeles, Barcelona.
Mit der durchgehenden Rolle der begehrten Schülerin Bettina Weidhase in der beliebten ZDF-Serie Unser Lehrer Doktor Specht gelang Julia Valet zu Beginn der 1990er Jahre auch der Einstieg ins Fernsehgeschäft, doch besaßen ihre schauspielerischen Ausflüge vor Film- und Fernsehkameras stets lediglich sporadischen Charakter. Stattdessen sah man sie in den späten 1990er Jahren mehrfach als Moderatorin beim Musiksender MTV, wo sie Formate wie Superock (1996) und MTV Hot (1997/98) präsentierte. Zu ihrem Interviewpartnern zählten dort u. a. Peter Steele, Marilyn Manson, Ozzy Osbourne und die Band Kiss.

## Filmografie
- 1986: Unternehmen Köpenick (Fernsehserie)
- 1992: Unser Lehrer Doktor Specht (Fernsehserie)
- 1998: The Young Person’s Guide to Becoming a Rock Star (Fernsehserie)
- 1998: Liebe deine Nächste!
- 2002: Stars 2002 – Die Popkomm Gala
- 2007: Das wilde Leben
- 2011: Das Leben ist keine Autobahn
- 2015: A Beautiful Now (Produktionsbeteiligung)